# Helen Upperton
Helen Upperton, född den 31 oktober 1979 i Al-Ahmadi, Kuwait, är en kanadensisk bobåkare.
Hon tog OS-silver i damernas tvåmanna i samband med de olympiska bobtävlingarna 2010 i Vancouver.